# St-Réol

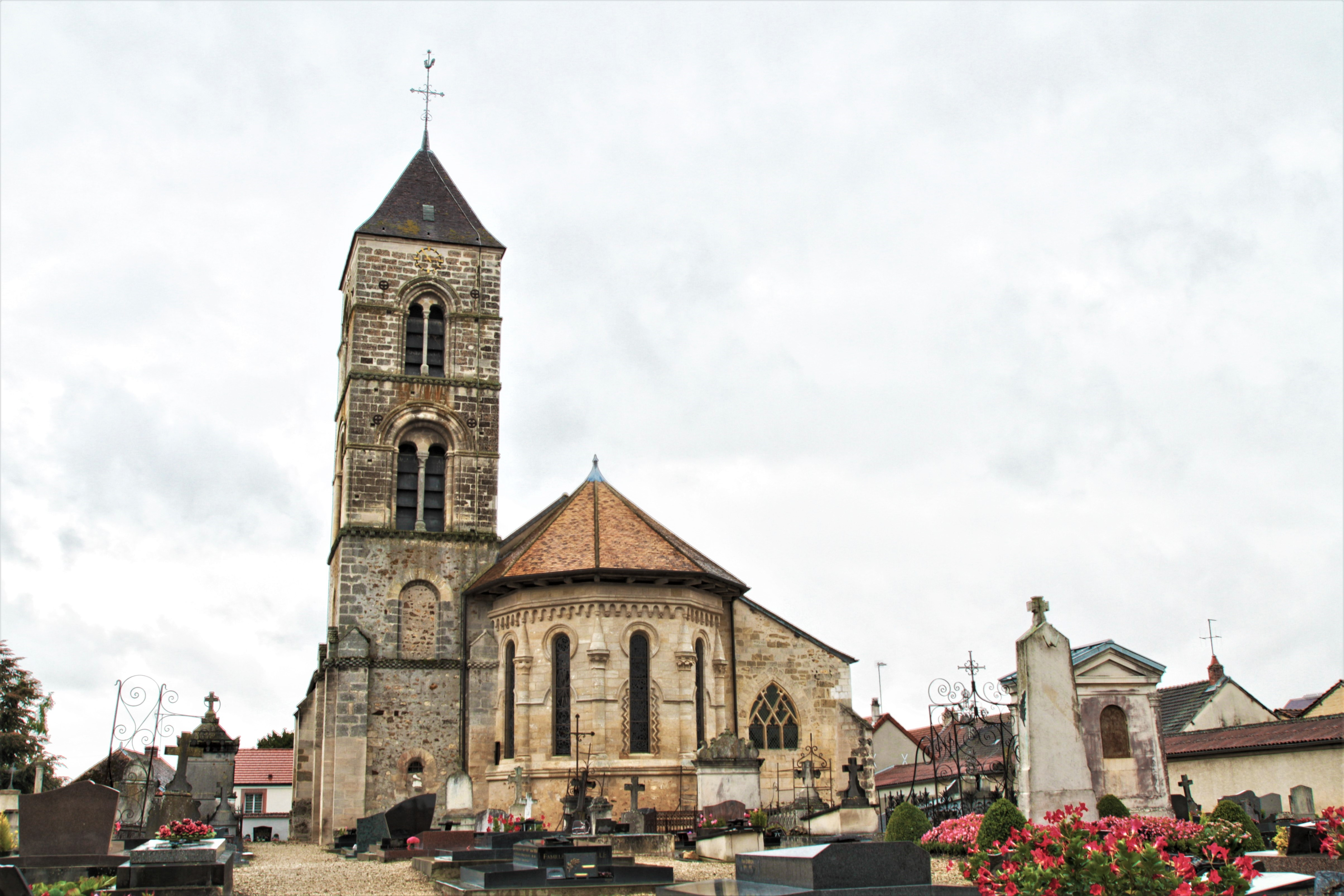
Die Kirche St-Réol.

Die römisch-katholische Kirche St-Réol in Ambonnay, einer französischen Gemeinde im Département Marne, ist dem heiligen Réol geweiht und steht seit 1922 als Monument historique unter Denkmalschutz.

## Geschichte
Die Villa Ambonnay wurde erstmals 1020 im Cartulaire de la Trinité de Châlons erwähnt. 1179 verkaufte Thibaut de Rivelart das herrschaftliche Gebiet Ambonnay dem Kapitel der Kathedrale von Châlons-en-Champagne, der zusammen mit der Abtei St-Denis das Gebiet bis der französischen Revolution besaß. Die Abtei St-Denis erhielt den Patronatsrecht durch die Zusammensenlegung der Pfarreien von Isse und Ambonnay.
Die Kirche war ehemals dem heiligen Remigius geweiht. Später wurde die Kirche dem hl. Réol von Reims geweiht, weil Reliquien des Heiligen dort 1672 bestätigt wurden. Eine Rippe des heiligen Réol wurde von den Mönchen der Abtei Hautvillers der Pfarrei Ambonnay gegeben, die jedes Jahr am 30. Juni die Translation der Reliquie feierte. Der Heilige Réol wurde auch dort am 25. November gefeiert wie auch im Kloster Orbais, das von Réol gegründet wurde.
Die romanische Kirche aus dem 12. Jahrhundert wurde am 7. Februar 1922 als klassifiziertes Monument historique unter Denkmalschutz gestellt.

## Architektur
Das romanische Schiff war ehemals von einem gezimmerten Gewölbe aus der zweiten Hälfte des 12. Jahrhunderts bedeckt. Der ursprüngliche Glockenturm befindet sich noch heute neben dem Chor.
Das Chorfenster, das im dritten Viertel des 20. Jahrhunderts von Jean Mauret gefertigt wurde, stellt einen Weingarten dar.